# Фаунтен-Гілл (Пенсільванія)
Фаунтен-Гілл (англ. Fountain Hill) — місто (англ. borough) в США, в окрузі Лігай штату Пенсільванія. Населення — 4832 особи (2020).

## Географія
Фаунтен-Гілл розташований за координатами 40°36′10″ пн. ш. 75°23′46″ зх. д. / 40.60278° пн. ш. 75.39611° зх. д. (40.602814, -75.396080).  За даними Бюро перепису населення США в 2010 році місто мало площу 1,95 км², з яких 1,90 км² — суходіл та 0,05 км² — водойми.

## Демографія
Згідно з переписом 2010 року, у селищі мешкало 4597 осіб у 1894 домогосподарствах у складі 1049 родин. Густота населення становила 2353 особи/км².  Було 1998 помешкань (1023/км²).
Расовий склад населення:
| - 81,4 % — білих - 6,6 % — чорних або афроамериканців - 0,8 % — азіатів - 0,1 % — корінних американців - 7,7 % — осіб інших рас |

До двох чи більше рас належало 3,4 %. Частка іспаномовних становила 22,5 % від усіх жителів.
За віковим діапазоном населення розподілялося таким чином: 20,0 % — особи молодші 18 років, 62,0 % — особи у віці 18—64 років, 18,0 % — особи у віці 65 років та старші. Медіана віку мешканця становила 40,5 року. На 100 осіб жіночої статі у селищі припадало 88,4 чоловіків;  на 100 жінок у віці від 18 років та старших — 82,8 чоловіків також старших 18 років.
Середній дохід на одне домашнє господарство  становив 59 868 доларів США (медіана — 42 040), а середній дохід на одну сім'ю — 65 262 долари (медіана — 55 865). Медіана доходів становила 48 800 доларів для чоловіків та 38 517 доларів для жінок. За межею бідності перебувало 14,6 % осіб, у тому числі 22,9 % дітей у віці до 18 років та 13,4 % осіб у віці 65 років та старших.
Цивільне працевлаштоване населення становило 2276 осіб. Основні галузі зайнятості: освіта, охорона здоров'я та соціальна допомога — 26,4 %, виробництво — 13,0 %, мистецтво, розваги та відпочинок — 12,9 %.